# Пон-де-Нёйи (станция метро)
Пон-де-Нёйи (фр. Pont de Neuilly, в 1940—1950 годах неофициально имела вторую часть названия Авеню де Мадрид) — станция линии 1 Парижского метрополитена, расположенная в коммуне Нёйи-сюр-Сен. Названа по мосту де Нёйи через Сену, который составляет часть перегона Пон-де-Нёйи — Эспланад-де-Ля-Дефанс.

## История
- Станция открылась 29 апреля 1937 года в составе пускового участка Порт-Майо — Пон-де-Нёйи и оставалась конечной до 1 апреля 1992 года, когда открылось продление линии в Дефанс.
- В июне-июле 2009 года на станции установлены автоматические платформенные ворота.[2][3].
- Пассажиропоток по станции по входу в 2012 году, по данным RATP, составил 6 752 497 человек[4]. В 2013 году этот показатель вырос до 6 902 931 пассажиров (43 место по уровню входного пассажиропотока в Парижском метро)[5]

## Галерея

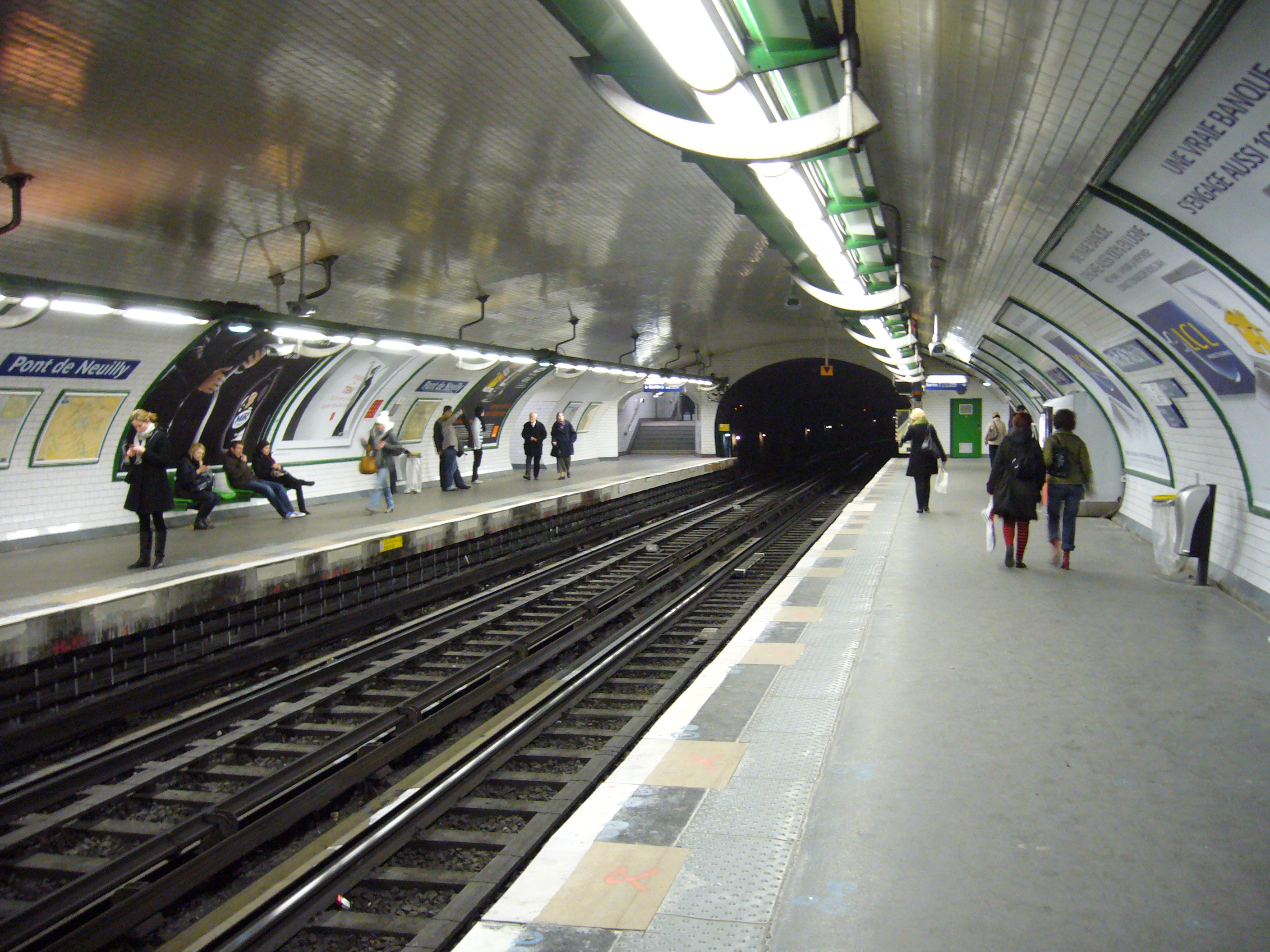
Вид на восток
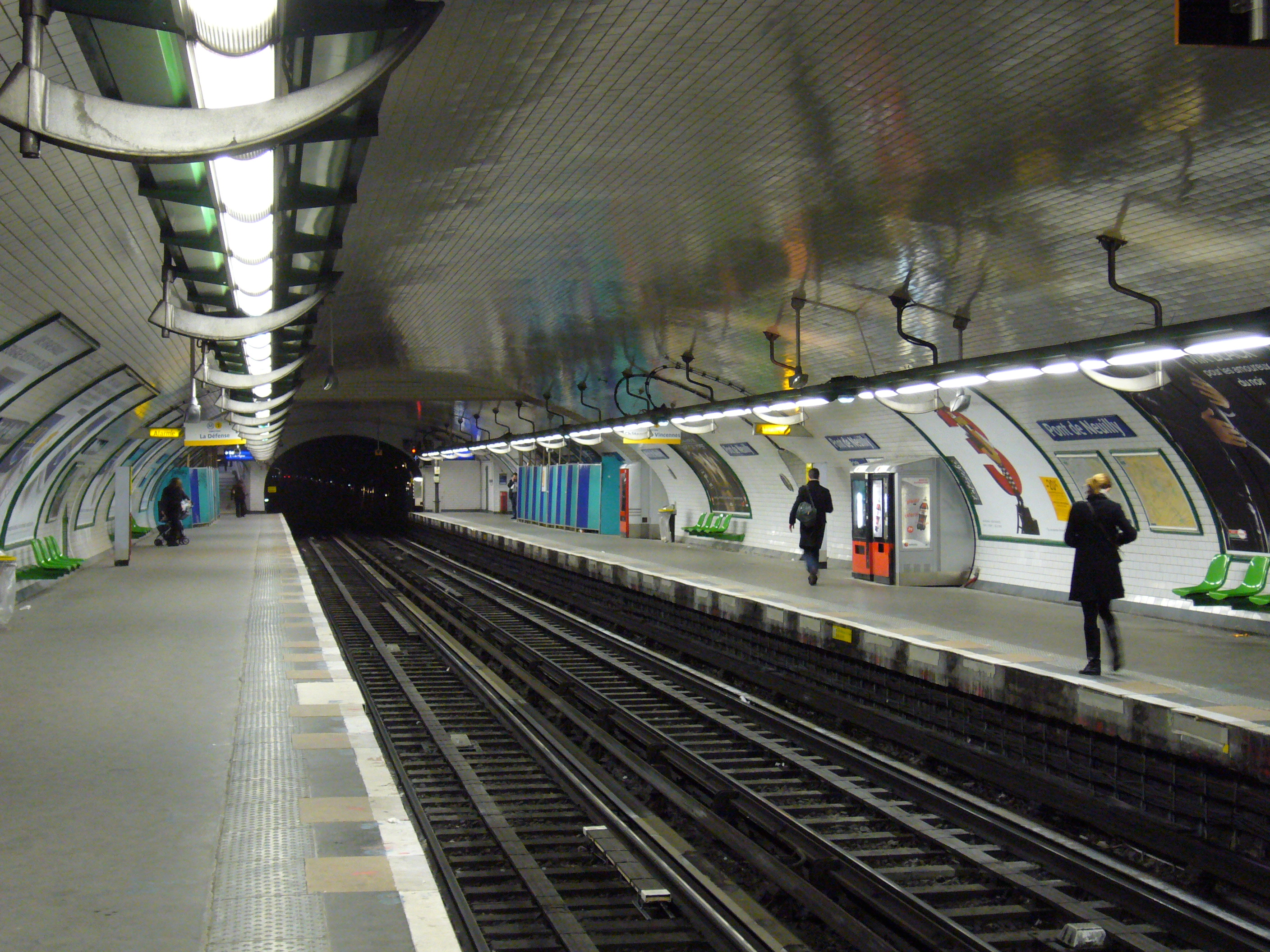
Вид на запад
- Прибытие состава модели MP 89